# Паспорт гражданина Албании

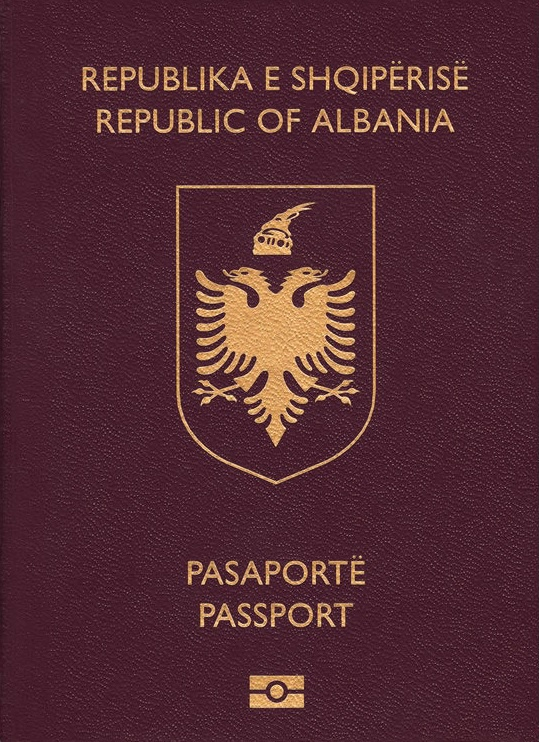
Биометрический паспорт гражданина Албании 2009

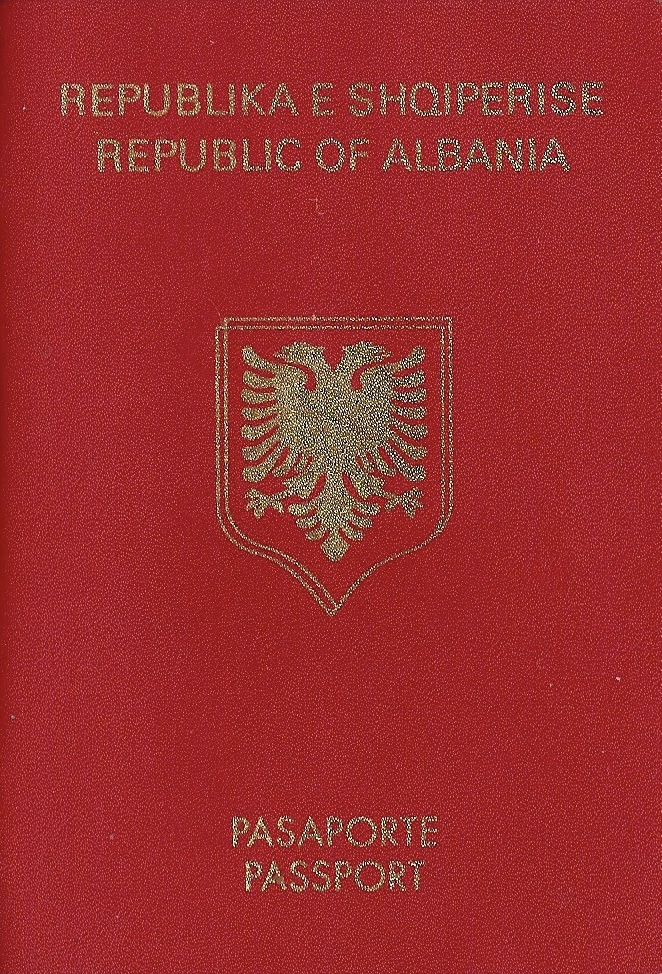
Паспорт Албании 2002—2010

Албанский паспорт (алб. Pasaporta shqiptare) - документ,  удостоверяющий личность гражданина Албании за границей. Органом, ответственным за выдачу, является Министерство внутренних дел Албании.

## Биометрический паспорт
Начиная с мая 2009 года, албанское правительство, в рамках крупного проекта по модернизации паспортов и доведению их до современных международных стандартов ICAO, начало выдавать гражданам биометрические паспорта и идентификационные карты. Чтобы получить паспорт, гражданину Албании необходимо заплатить госпошлину в размере 6000 лек (около 50 €) и прийти на пункт регистрации граждан своего муниципалитета, где его фотографируют и берут отпечатки пальцев цифровым способом (при помощи сканера, без использования чернил). Собранные данные отправляются в центр производства в Тиране. Паспорт действителен в течение 10 лет.
Переход к биометрическому паспорту был одним из условий вступления Албании в Шенгенскую зону.

### Внешний вид
Эти паспорта содержат встроенный микрочип, в котором хранятся биометрические данные владельца, такие как отпечатки пальцев, фотография и подпись. Данные извлекаются из чипа при помощи беспроводной технологии RFID. Для дополнительной защиты от подделок, фотография в паспорте реагирует на ультрафиолетовые лучи. Машиночитаемый буквенно-цифровой код в нижней части страницы данных позволяет считывать данные при помощи оптического сканера без использования микрочипа. Код включает микропечать, голографические изображения, изображения видимые только при ультрафиолетовых лучах, и другие детали. Албанский биометрический паспорт отвечает всем стандартам, установленным Международной организацией гражданской авиации (ICAO). Данные записываются на албанском и английском языках.

## История
Первый албанский паспорт был выпущен в 20 годах прошлого века, когда началось укрепление албанского государства. В коммунистический период с 1945 до 1991 года, в Албании не позволялись свободные поездки за границу, и поэтому не выдавались общегражданские паспорта для выезда за границу. Выдавались только дипломатические и служебные паспорта в ограниченном количестве. После смены политической системы власти выдают паспорта всем албанским гражданам, которые просят об этом.
- С 1991 по 1996 года паспорт был красным и не содержит никаких защитных элементов, кроме сухого штампа на фотографии. Он по-прежнему имел коммунистический герб. Данные были написаны от руки.
- От 1996 до 2002 года, паспорт был коричневого цвета, и появились первые элементы безопасности, как страницы данных, и фотография была ламинированной. Данные были напечатаны. Паспорта изготовлялись канадской компанией.
- Паспорта, выданные с 2002 по 2009 год и до сих пор в обороте, красные и имеют стандарты безопасности и борьбы с подделкой схожие с биометрическим паспортом, кроме микрочипа. Они производились немецкой компанией Bundesdruckerei.
- С 2009 года биометрический паспорт окрашен в бургундский цвет и производится французской компанией Sagem Sécurité.